# أنقليس منقار البط
أنقليس منقار البط أو أنقليسيات ساحرة ،(الاسم العلمي:  Nettastomatidae)، فصيلة أسماك بحرية من الأنقليس. الاسم مشتق من اليونانية، netta وتعني «البطة» وstoma وتعني «الفم». يضم نحو 40 نوعًا ضمن سبعة أجناس.